# Al Muhtarqah
Al Muhtarqah (en árabe: المحترقة‎, romanizado: Al Miḥtarqah)  es un pequeño pueblo agrícola y ganadero, del emirato de Fuyaira, al nordeste de Emiratos Árabes Unidos (EAU).
El pueblo está situado en las proximidades de la cabecera del Wadi Al Fay, en la divisoria de vertientes que separa los wadis que drenan sus aguas hacia el Golfo de Omán, y los que drenan hacia el Golfo Pérsico.
Junto al pueblo de Al Muhtarqah se encuentra el puerto de montaña de Al Qaliddi (Aqabat al Qaliddi), que durante muchos años fue lugar de paso obligado para las caravanas que seguían la histórica ruta de Qaliddi, que unía la ciudad de Ras Al Khaimah y otras poblaciones de la costa del Golfo Pérsico, con la ciudad de Dibba, en la costa del Golfo de Omán, convirtiéndose por ello en un estratégico punto de referencia y avituallamiento.

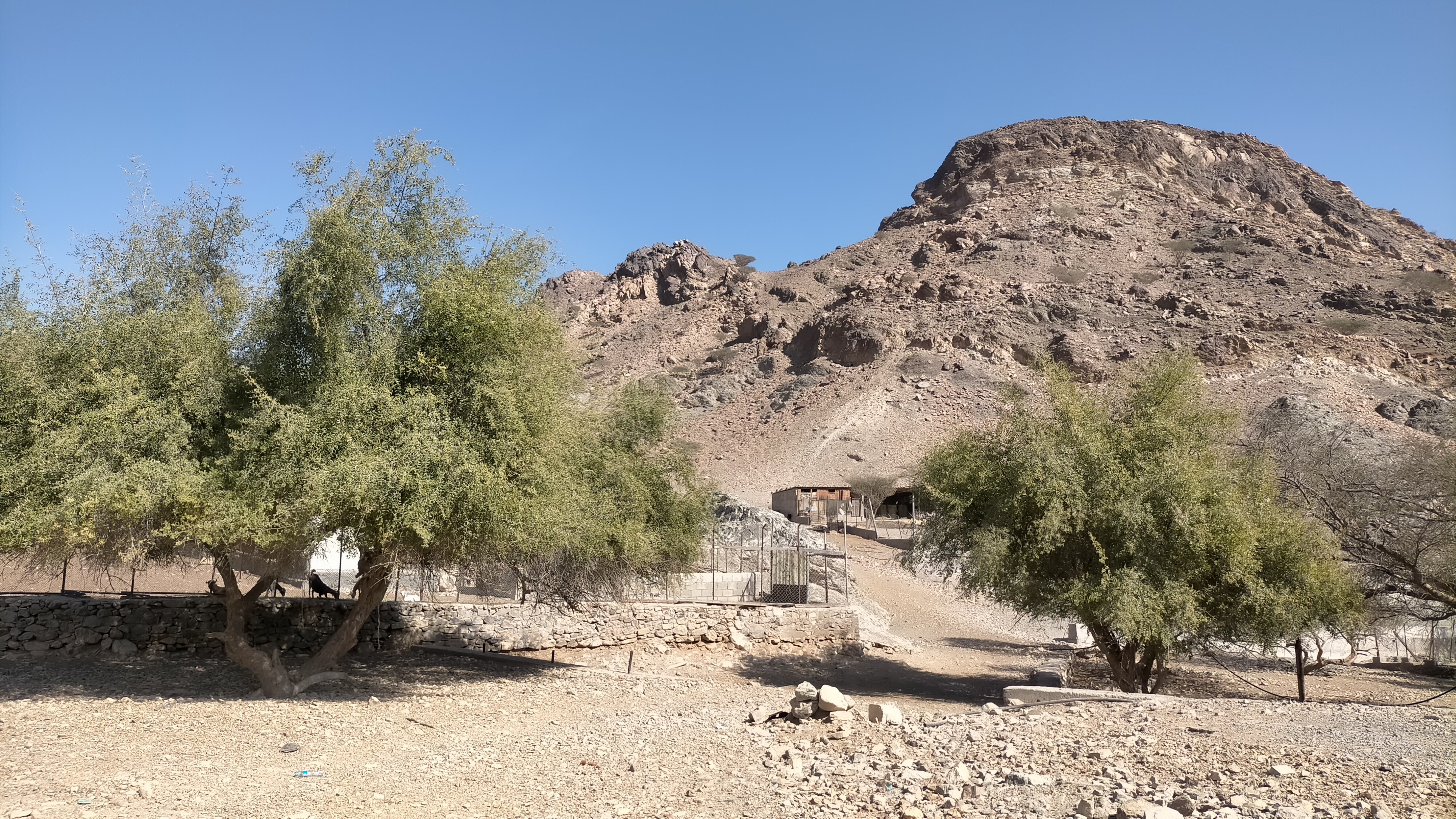
Al Muhtarqah. Tradición agrícola y ganadera

En el pasado, Al Muhtarqah dependía de la agricultura, de la cría de animales, y de la recolección de miel, gracias a la abundancia de colmenas silvestres en las cuevas de las montañas circundantes. La región era famosa, y todavía lo es, por sus numerosas plantaciones de palmeras y árboles frutales, y por sus cultivos de trigo, mijo, cebada, maíz, sorgo y tabaco. También se recogía leña y se producía carbón vegetal.
En la actualidad, muchos de los antiguos habitantes de la zona de Al Muhtarqah trasladaron sus viviendas permanentes a los alrededores de la ciudad de Tawiyean (en árabe: الطويين‎, romanizado: Aţ Ţawyēn), pero algunas de las viejas granjas han sido transformadas en segundas residencias, ocupadas principalmente por las nuevas generaciones que desean mantener las raíces y conservar el patrimonio familiar y las tradiciones de sus antepasados.

## Toponimia

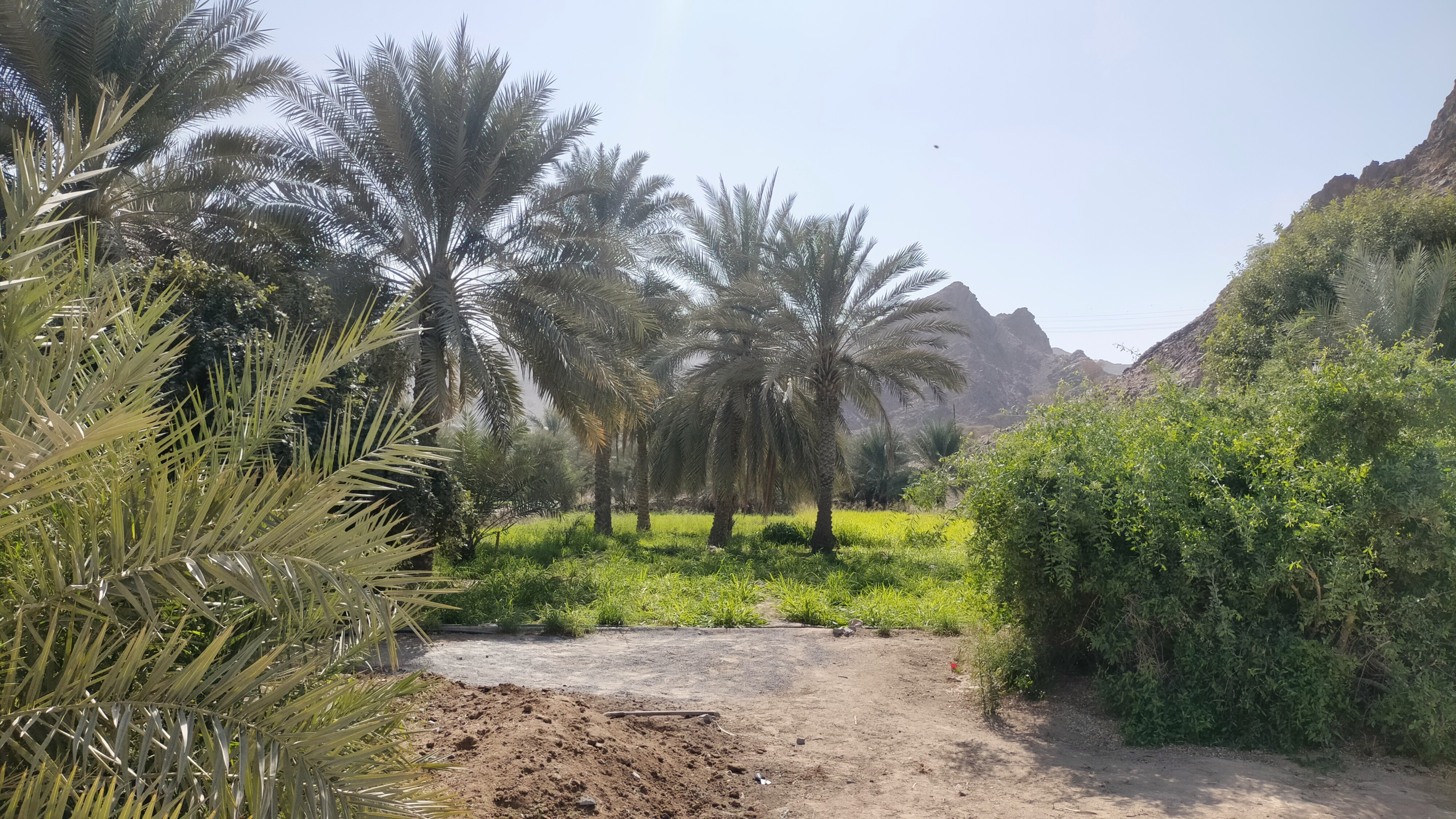
Al Muhtarqah. Palmerales y zonas de cultivo

Nombres alternativos: Al Miḥtarqah, Mahtarraqah, Muhtarqah, Mukhtaraja, Al Mihtarqah, Al Mihtaraqah, Muhtarraqah, Al Mihtirqah, Al Muhtarqah, Mukhtaraqah. 
El nombre de Al Muhtarqah (con la grafía Mukhtaraqah), sus wadis, montañas y poblaciones cercanas, quedaron registrados en la documentación y mapas elaborados entre 1950 y 1960 por el arabista, cartógrafo, militar y diplomático británico Julian F. Walker, durante los trabajos efectuados para el establecimiento de fronteras entre los entonces denominados Estados de la Tregua, completados más tarde por el Ministerio de Defensa del Reino Unido, con mapas a escala 1:100 000 publicados a partir de 1971.
En el Atlas Nacional de Emiratos Árabes Unidos consta con la grafía Al Miḥtarqah (en árabe: المحترقه‎).

## Población
La zona próxima a Al Miḥtarqah / Al Muhtarqah estuvo poblada principalmente por la tribu Sharqiyin, sección tribal de Yamāmaḩah.
En las proximidades de Al Muhtarqah, existen vestigios arqueológicos que dan testimonio de la presencia humana en este territorio desde tiempos muy remotos.